# Claudio Villa
Claudio Villa (született Pica) (Róma, 1926. január 1. – Padova, 1987. február 7.) olasz énekes, színész. Mint „Tenorkirály” főként dalok előadásával vált népszerűvé. Tizenháromszor lépett fel a Sanremói Dalfesztivál színpadán, amiből négyet meg is nyert.

## Életrajz

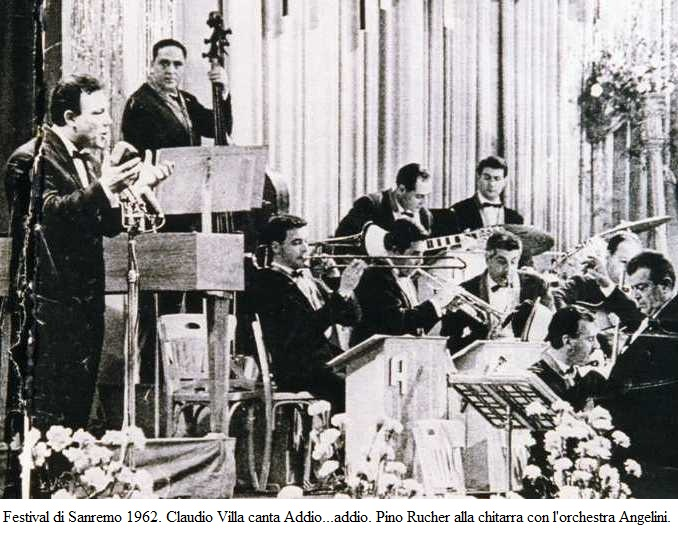
Az 1962-es Sanremói Dalfesztiválon – Claudio Villa énekli az Addio...addio c. dalt. A jobb alsó sarokban Cinico Angelini karmester, fent középen Pino Rucher gitáros és Pierino Munari dobos

Claudio Picaként született Róma Trastevere negyedében, 1926-ban. Szülei a keresztnevét Claudio Serio iránti tiszteletből adták neki. Felvett több mint 3000 dalt, eladott 45 millió lemezt, eljátszott 25 musicalt pályafutása során.
Sok dalt tett híressé, mint pl. az 'A tazza 'e cafè című nápolyi nyelvűt, amelyet a Fonit Cetra rögzített.
Domenico Modugno mellett ő tartja a rekordot a legtöbb sanremói Dalfesztivál megnyerésével az 1955, 1957, 1962 és 1967 években. 1963-ban megnyerte a Festivale di Napolit a Jamme ja című dallal. Énekelt egy másik olasz zenei versenyen, a Canzonissimán is: 1964-ben az O sole mio, 1966-ban a Granada című dalokat adta elő. Egy másik televíziós műsorban a RAI-on, 1956-ban és 1974-ben lépett fel. Kétszer indult az Eurovíziós Dalfesztiválon is: 1962-ben ő énekelte a Addio, addio című számot, amellyel a kilencedik; 1967-ben a Non andare più lontanóval pedig a tizenegyedik helyen végzett.
Az énekes nagyrészt ismeretlen volt Észak-Amerikában, amíg az 1996-os film, a Nagy Este meg nem jelent, Stanley Tucci és Campbell Scott rendezésében. A film nemzetközi elismerést aratott a következő három Claudio Villa-dallal: Stornelli amorosi, La strada del bosco, Tic ti, tic ta. A CD dallistáján írják: „Stanley olyan énekeseket hallgatva nőtt fel, mint Carlo Buti és Claudio Villa, akik nagy nevek Olaszországban, de kevéssé ismertek itt. Villa mestere a stornello, hagyományos dalstílusnak, így azt hitték, hogy ez a finom érzelmes stílus csak a film befutójához lesz jó. Ám a társrendezővel, Campbell Scott-tal lenyűgözte őket Villa, amikor a vágószobában, véletlenül az ő féktelen Tic-Ti, Tic-Ta, és a szégyentelenül romantikus La strada del bosco című számait meghallgatták.”
1987-ben szívroham következtében, 61. életévében érte a halál, amit Pippo Baudo a következő este a sanremói fesztiválon jelentett be. A sírján körben domborművek, falfestmények 30 évvel korábbi halálára emlékeztetnek, Rocca di Papa városka San Sebastiano-temetőjében, Róma megyében, ahol sok éven át élt a családjával. Sírkövén ezek a szavak olvashatók: Vita sei bella, morte fai schifo (Az élet szép, a halál szívás).

## Válogatott filmográfia
- Canzone di primavera (Mario Costa, 1951)
- Serenata amara (Pino Mercanti, 1952)
- Solo per te Lucia (Franco Rossi, 1952)
- Ore 10: lezione di canto (Marino Girolami, 1955)
- Primo applauso (Pino Mercanti, 1957)
- Serenate per 16 bionde (Marino Girolami, 1957)
- L'amore nasce a Roma (Mario Amendola, 1958)
- Fontana di Trevi (Carlo Campogalliani, 1960)
- Appuntamento in Riviera (Mario Mattoli, 1962)
- Granada, addio! (Marino Girolami, 1967)
- Melodrammore - E vissero felici e contenti (Maurizio Costanzo, 1978)
- "FF.SS." - Cioè: "...che mi hai portato a fare sopra a Posillipo se non mi vuoi più bene?" (Renzo Arbore, 1983)